# Тулита
Тулита (англ. Tulita, до 1996 года Форт-Норман, англ. Fort Norman) — посёлок в Регионе 2 Северо-Западных территорий (Канада). Расположен в месте впадения Большой Медвежьей реки в реку Маккензи. Основан как торговый пост в 1869 году, современное название носит с 1996 года. Население в 2021 году — 396 человек.

## География
Посёлок расположен в месте впадения Большой Медвежьей реки в реку Маккензи, в 85 км от Норман-Уэлса, расположенного ниже по течению Маккензи, и в 720 км от столицы Северо-Западных территорий Йеллоунайфа. Административно относится к Региону 2 Северо-Западных территорий. Площадь 52,28 км².
Рядом с Тулитой расположен круглогодично работающий аэропорт. Налажено транспортное сообщение с Норман-Уэлсом, зимняя дорога связывает посёлок также с общиной Ригли.

## История
Местность, где расположена Тулита, имела сезонное значение для народа дене (слэйви). Рядом с современным посёлком расположена Медвежья скала (англ. Bear Rock) — культовое место дене; согласно легенде, в этом месте народный герой Ямория убил гигантских бобров, нападавших на дене, и растянул их шкуры на скале. Вероятно, основанием для легенды послужил необычный вид утёса, на поверхности которого выделяются три огромных красных пятна.
Европейские переселенцы оценили стратегическое значение места в начале XIX века. Первый торговый пост Северо-Западной компании под названием Форт-Норман был основан на реке Маккензи напротив места впадения в неё реки Редстоун в 1804 или 1805 году и затем трижды переносился, в том числе после перехода в руки Компании Гудзонова залива. От места, где фактория располагалась в 1810 году, начинал свои экспедиции исследователь Арктики Джон Франклин.
В 1860 году на месте современной Тулиты была построена англиканская церковь. Её восстановленное здание, построенное из тёсаного бруса, представляет собой местную достопримечательность. В 1869 году Форт-Норман был перемещён в последний раз, на своё современное место. В 1984 году получил статус посёлка (англ. hamlet), а в 1996 году ему было возвращено исконное название Тулита (слейви Tulı́tʼa, в переводе — «Где встречаются воды»).
Уроженкой Форт-Нормана была Этель Блондин-Эндрю, первая женщина — представитель коренных народов в парламенте Канады.

## Население
Согласно переписи населения 2021 года, население Тулиты составляло 396 человек — 17-процентное падение по сравнению с переписью 2016 года. 15 % жителей составляли дети и подростки в возрасте до 14 лет включительно и примерно столько же — люди пенсионного возраста (65 лет и старше). Средний возраст жителей составлял 38,7 года, медианный — 35,2 года; оба показателя были несколько выше, чем в целом по Региону 2 Северо-Западных территорий (соответственно 35,6 и 33,2 года). Абсолютное большинство жителей были уроженцами Канады, около 90 % населения — представители коренных народов (индейцы и метисы). Примерно для 2/3 опрошенных родным был английский язык, для большинства остальных — слэйви и его диалекты.
Из жителей в возрасте 15 лет и старше состояли в зарегистрированном или незарегистрированном браке чуть более трети; насчитывалось также 40 семей с одним родителем. В семьях с детьми в среднем насчитывалось 1,9 ребёнка, средний размер переписной семьи — 3,1 человека, домохозяйства — 3 человека.
Почти половина жителей в возрасте 15 лет и старше не имела оконченного среднего образования; примерно треть имела образование выше среднего (профессиональное или высшее). Традиционные занятия местного населения — охота и рыбная ловля. Важной составляющей местной экономики является туризм, часть жителей также работает на предприятиях нефтяной промышленности в Норман-Уэлсе.